# Llonquén
Llonquén es un caserío rural de origen Mapuche ubicado en la zona cordillerana de la comuna de Panguipulli, al sur del Lago Pellaifa, Chile.
Aquí se encuentra la Escuela Rural Llonquén Esta escuela rural ha sido beneficiada durante el año 2016 por un programa de gobierno que le permitirá acceder a la comunidad escolar a las tecnologías de información.

## Hidrología
Junto a la localidad de Llonquén se encuentran los esteros Guneco y Blanco que desaguan en el lago Pellaifa.

## Accesibilidad y transporte
Llonquén se encuentra a 55,1 km de la ciudad de Panguipulli a través de la Ruta 201.